# Java connector architecture
Pour les articles homonymes, voir JCA.
JCA, abréviation de Java Connector Architecture, s'adresse principalement à ceux dont le besoin est d'accéder de manière étroite à des logiques métier de système d'information d'entreprise (EIS). JCA utilise les technologies actuelles permettant ainsi de s'intégrer dans les divers systèmes d'informations en gérant les aspects de sécurité, transactionnels et les pools de communication.
JCA est majoritairement utilisé aujourd'hui pour établir des communications synchrones du type demande / réponse avec un serveur. JCA n'empêche pas d'utiliser un mode asynchrone et bi-directionnel.
Certains développements de JCA sont plus poussés et sont capables d'appeler un service JCA en fonction d'une logique métier[source secondaire nécessaire].
Ce système d'intégration a comme inconvénient d'affecter négativement la performance des logiciels qui l'utilisent.

## Histoire
Depuis 1999 et la création de Java 2, les applications utilisant la plateforme d'entreprise J2EE respectaient des spécifications connues sous le nom de Java Community Process. À ce moment-là, J2EE fonctionnait comme un serveur d'application, que les entreprises intégraient à leur façon dans leurs propres systèmes d'information. 
En 2001, la JCA est créée, dans le but de spécifier des contrats et des interfaces standards pour les entreprises. De cette façon, les développeurs peuvent intégrer leurs logiciels dans les systèmes des entreprises sans avoir à s'adapter à ceux-ci : le serveur d'application devient une plateforme d'intégration,.

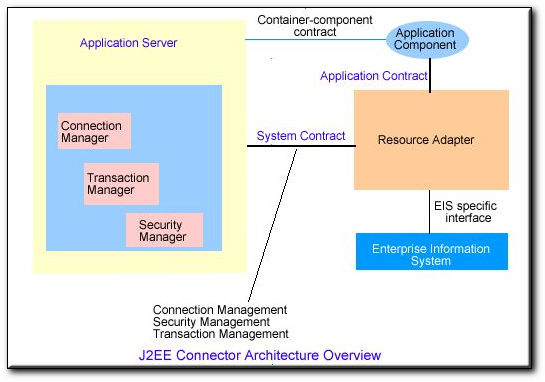

#### Publications par Oracle et Sun Microsystems
- (en) Rahul Sharma, Beth Stearns et Tony Ng, J2EE Connector Architecture and Enterprise Application Integration, Addison-Wesley Professional, 2001 (ISBN 978-0-201-77580-8)

- (en) Inderjeet Singh, Designing Enterprise Applications with the J2EE Platform, Addison-Wesley Professional, 2002 (ISBN 978-0-201-78790-0, lire en ligne ), p. 43-44

#### Autres publications
- (en) Peter Späth, « Connectors », dans Pro Jakarta EE 10: Open Source Enterprise Java-based Cloud-native Applications Development, Apress, 2023, 351–372 p. (ISBN 978-1-4842-8214-4, DOI 10.1007/978-1-4842-8214-4_28 )
- (en) Atul Apte, Java Connector Architecture: Building Custom Connectors and Adapters, Sams Publishing, 2002 (ISBN 978-0-672-32310-2, lire en ligne)